# Ancistrus falconensis
Az Ancistrus falconensis a sugarasúszójú halak (Actinopterygii) osztályának harcsaalakúak (Siluriformes) rendjébe, ezen belül a tepsifejűharcsa-félék (Loricariidae) családjába tartozó faj.

## Előfordulása
Az Ancistrus falconensis Dél-Amerikában fordul elő. Venezuela egyik endemikus hala.

## Életmódja
A trópusi édesvizeket kedveli. Mint a többi tepsifejűharcsafaj, a víz fenekén él és keresi meg a táplálékát.
Ezt a nemrég felfedezett fajt eddig, csak keveset tanulmányozták, tehát nem tudunk sokat róla.